# Partito Democratico Europeo
Il Partito Democratico Europeo (in francese Parti démocrate européen, PDE, in inglese European Democratic Party, EDP) è un partito politico europeo di natura centrista e di orientamento europeista.
All'interno del Parlamento europeo i suoi eurodeputati  costituiscono il gruppo Renew Europe, unitamente a quelli del Partito dell'Alleanza dei Liberali e dei Democratici per l'Europa e al partito francese Renaissance. Il Presidente è François Bayrou.
I Giovani Democratici Europei (YDE) sono l'organizzazione giovanile del Partito Democratico Europeo.
Al 2025 i partiti membri del PDE partecipano agli esecutivi nazionali di due Stati membro dell'UE: il Movimento Democratico in Francia e Les Engagés in Belgio. 
Il Partito Democratico Europeo è anche membro del Movimento Europeo Internazionale ed è stato membro dell'Alleanza Mondiale dei Democratici fino al suo scioglimento nel 2012.

## Storia
Nell'aprile 2004, nel corso di riunioni tra i rappresentanti di alcuni partiti membri del Partito Popolare Europeo, per iniziativa di François Bayrou, presidente dell'Unione per la Democrazia Francese, e di Francesco Rutelli, presidente federale di Democrazia è Libertà - La Margherita, vengono gettate le basi per costruire insieme un nuovo partito europeo, in contrasto all'euroscetticismo diffuso in un numero crescente di Paesi.
Il 17 giugno 2004 François Bayrou e Francesco Rutelli annunciano, in una conferenza stampa congiunta al Parlamento europeo, che fonderanno un nuovo partito europeo sul modello del Partito Democratico degli Stati Uniti. Il PDE godrà subito di un rapporto privilegiato con il principale partito europeo di centro-sinistra, il Partito del Socialismo Europeo. Tuttavia, all'interno del Parlamento Europeo, il PDE forma, in alleanza con diversi partiti liberali europei, il gruppo Renew Europe (già ALDE) collocandosi alla sinistra del PPE ed alla destra del PSE. Con l'ALDE, il PDE contribuisce all'anima più dichiaratamente centrista del Parlamento Europeo.
Nel corso dell'Assemblea Generale Costitutiva del 13 luglio 2004 Romano Prodi, allora presidente uscente della Commissione europea, viene nominato presidente onorario del PDE, mentre François Bayrou e Francesco Rutelli assumono la presidenza; Marielle de Sarnez viene nominata segretario generale.
Il 9 dicembre 2004 si svolge a Bruxelles il Congresso Costitutivo del Partito Democratico Europeo.
Il 1º dicembre 2006 si svolge a Roma il secondo Congresso del PDE, che si conclude con una dichiarazione per il rilancio del processo di integrazione europea. Tra gli ospiti che intervengono al Congresso vi sono Bronisław Geremek, Pasqual Maragall, Ellen Tauscher e Pavel Telička.
Fra il 2005 e il 2008 il Partito Democratico Europeo promuove il network internazionale Alliance of Democrats, formato da oltre 70 partiti politici di estrazione democratica, liberale, centrista e riformatrice provenienti da tutto il mondo, tra i quali il Partito Democratico Statunitense, il Partito del Congresso Nazionale Indiano ed il Partito Democratico Giapponese. François Bayrou, Francesco Rutelli ed Ellen Tauscher furono nominato co-presidenti dell'Alleanza e Gianni Vernetti è coordinatore.
Nella primavera del 2008 Romano Prodi ha lasciato la presidenza onoraria del partito.
Dopo elezioni europee del 2009 i deputati del Partito Democratico ex Margherita non aderiscono al gruppo ALDE ma all'Alleanza Progressista dei Socialisti e dei Democratici.
Nel congresso del ventesimo anniversario a Bruxelles, nel dicembre 2024, il partito ha adottato un nuovo colore identificativo, l'arancione, e un nuovo logo, assumendo il nome breve di “Democrats”.

## Finanziamento
In quanto partito politico europeo registrato, il PDE ha diritto al finanziamento pubblico europeo, che riceve ininterrottamente dal 2004.
Di seguito è riportata l'evoluzione dei finanziamenti pubblici europei ricevuti dal PDE.
Importo (€)Finanziamento pubblico europeo dei partiti politici europei0200.000400.000600.000800.0001.000.0001.200.0001.400.0002004200720102013201620192022Importo massimo del finanziamento pubblicoImporto del finanziamento pubblico effettivamente ricevuto
In linea con il regolamento sui partiti politici europei e sulle fondazioni politiche europee, il PDE raccoglie anche fondi privati per cofinanziare le proprie attività. Nel 2025, i partiti europei dovranno raccogliere almeno il 10% delle loro spese rimborsabili da fonti private, mentre il resto potrà essere coperto dal finanziamento pubblico europeo.
Di seguito è riportata l'evoluzione dei contributi e delle donazioni ricevuti dal PDE.
Importo (€)Contributi raccolti dai partiti politici europei030.00060.00090.000120.000150.000180.00020042008201220162020PDE
Importo (€)Donazioni raccolte dai partiti politici europei030006000900012.00015.00020042008201220162020PDE

## Membri

### Partiti membri attuali
| Nazione o Regione | Partito                                                                                        | Eurodeputati |
| ----------------- | ---------------------------------------------------------------------------------------------- | ------------ |
| Austria           | Liste Fritz Dinkhauser (Liste Fritz Dinkhauser)                                                | 0 / 18       |
| Belgio            | Les Engagés (Les Engagés)                                                                      | 1 / 22       |
| Cipro             | Alleanza dei Cittadini (Συμμαχία Πολιτών, Symmachia Politon)                                   | 0 / 6        |
| Croazia           | Partito Popolare - Riformisti (Narodna Stranka – Reformisti)                                   | 0 / 11       |
| Francia           | Movimento Democratico (Mouvement démocrate)                                                    | 4 / 81       |
| Germania          | Liberi Elettori (Freie Wähler)                                                                 | 3 / 96       |
| Grecia            | Unione dei Centristi (Ένωση Κεντρώων, Enosi Kentroon')                                         | 0 / 21       |
| Irlanda           | Irlanda Indipendente (Independent Ireland)                                                     | 1 / 14       |
| Italia            | Italia Viva                                                                                    | 0 / 76       |
| Italia            | Tempi Nuovi - Popolari Uniti                                                                   | 0 / 76       |
| Paesi Bassi       | 50PLUS (50PLUS)                                                                                | 0 / 29       |
| Polonia           | Alleanza dei Democratici (Stronnictwo Demokratyczne)                                           | 0 / 51       |
| Portogallo        | Insieme per il Popolo (Juntos pelo Povo)                                                       | 0 / 51       |
| Rep. Ceca         | Senatore 21 (Senátor 21)                                                                       | 0 / 21       |
| San Marino        | Repubblica Futura                                                                              | N/A          |
| Slovenia          | Partito Democratico dei Pensionati della Slovenia (Demokratična Stranka Upokojencev Slovenije) | 0 / 6        |
| Spagna            | Coalizione Canaria (Coalición Canaria)                                                         | 0 / 58       |
| Spagna            | Partito Nazionalista Basco (Euzko Alderdi Jeltzalea)                                           | 1 / 61       |
| Spagna            | Impegno per la Galizia (Compromiso por Galicia)                                                | 0 / 58       |
| Europa            | Giovani Democratici Europei                                                                    |              |

Inoltre anche altri eurodeputati indipendenti, deputati nazionali e regionali sono stati integrati nel PDE:
| Nazione o Regione | Persona                 | Partito                                    | Membro di                 |
| ----------------- | ----------------------- | ------------------------------------------ | ------------------------- |
| Belgio            | Marie-Christine Marghem | Movimento dei Cittadini per il Cambiamento | Camera dei Rappresentanti |
| Cipro             | Pavlos Mylonas          | Partito Democratico                        | Camera dei Rappresentanti |
| Francia           | Catherine Chabaud       | Movimento Democratico                      | Parlamento europeo        |
| Irlanda           | Marian Harkin           | -                                          | Oireachtas                |
| Irlanda           | Ciaran Mullooly         | Irlanda Indipendente                       | Parlamento europeo        |
| Italia            | Paolo Micheli           | -                                          | Sindaco di Segrate        |

### Ex membri
- Cipro: Partito Europeo
- Croazia: Forum Nazionale, entrato nell'EDP nel 2014, uscito nel 2015
- Francia: Unione per la Democrazia Francese, membro fondatore dell'EDP sciolto nel 2007, succeduto dal Movimento Democratico
- Francia: Unione dei Democratici e degli Indipendenti, uscito il 2 dicembre 2016 per aderire al Partito dell'Alleanza dei Liberali e dei Democratici per l'Europa
- Italia: Democrazia è Libertà - La Margherita, membro fondatore dell'EDP, unitosi nel Partito Democratico nel 2007
- Italia: Alleanza per l'Italia, sciolto nel 2016, succeduto dal Partito Democratico Europeo Italia
- Italia: Partito Democratico Europeo Italia, membro dal 2016, sciolto nel 2021.[29]
- Italia: Azione, membro dal 2023, uscito nell'ottobre dello stesso anno per entrare nel Partito dell'Alleanza dei Liberali e dei Democratici per l'Europa
- Italia: L'Italia C'è, membro dal 2023, uscito nel 2025 dopo la federazione con Forza Italia, aderente al Partito Popolare Europeo.
- Lituania: Partito del Lavoro, uscito nel 2012 per entrare nel Partito dell'Alleanza dei Liberali e dei Democratici per l'Europa
- Portogallo Partito Democratico Repubblicano, membro dal 2015 e sciolto nel 2021, succeduto da Alternativa Democratica Nazionale
- Portogallo: Alternativa Democratica Nazionale, uscito nel 2022
- Rep. Ceca: Via al Cambiamento, membro fondatore dell'EDP, sciolto nel 2009
- Rep. Ceca: Strana pro Otevřenou Společnost
- Romania: Associazione degli Italiani di Romania (Asociaţia Italienilor din România), entrato nell'EDP nel 2014, uscito nel 2022
- Romania: PRO Romania, entrato nell'EDP nel 2019 e uscito nel 2022
- Slovacchia: Partito Popolare - Movimento per una Slovacchia Democratica, entrato nell'EDP nel 2009, sciolto nel 2014, succeduto dal Partito Democratico Slovacco
- Slovacchia: Partito Democratico Sloveno, uscito nel 2019
- Ungheria: Uj Kezdet, sciolto nel 2025.

### Membri individuali
Il PDE comprende anche un certo numero di membri individuali, sebbene, come la maggior parte degli altri partiti europei, non abbia cercato di sviluppare un'adesione individuale di massa.
Di seguito è riportata l'evoluzione dell'adesione individuale al PDE dal 2019.
Membri individualiMembri individuali dei partiti politici europei345678910201920202021202220232024PDE

## Presidenti
| N° | Presidente | Presidente               | Periodo   | Stato membro | Partito |
| -- | ---------- | ------------------------ | --------- | ------------ | --- |
| 1  |            | Francois Bayrou (1951)   | 2004–2019 | Francia      | Unione per la Democrazia Francese (2004-2007) Movimento Democratico (dal 2007)                                                            |
| 1  |            | Francesco Rutelli (1954) | 2004–2019 | Italia       | La Margherita (2004-2007) Partito Democratico (2007-2009) Alleanza per l'Italia (2009-2016) Partito Democratico Europeo Italia (dal 2016) |
| 2  |            | Francois Bayrou (1951)   | dal 2019  | Francia      | Movimento Democratico |

## Nelle istituzioni dell'Unione europea
| Organizzazione     | Istituzione                         | Numero di seggi |
| ------------------ | ----------------------------------- | --------------- |
| Unione europea     | Parlamento europeo                  | 10 / 720        |
| Unione europea     | Commissione europea                 | 0 / 27          |
| Unione europea     | Consiglio europeo (Capi di governo) | 0 / 27          |
| Unione europea     | Consiglio dell'UE (Ministri)        |                 |
| Unione europea     | Comitato delle regioni              | 11 / 329        |
| Consiglio d'Europa | Assemblea parlamentare              |                 |